# Bastian Schweinsteiger
Bastian Schweinsteiger (* 1. August 1984 in Kolbermoor) ist ein ehemaliger deutscher Fußballspieler, der seit seinem Karriereende als Experte der ARD bei der Sportschau im Einsatz ist. Er spielte 17 Jahre beim FC Bayern München und absolvierte 500 Pflichtspiele für den Verein. Mit Bayern wurde er acht Mal Deutscher Meister und gewann 2013 die UEFA Champions League und das „Große“ Triple. Nach einem Engagement in England bei Manchester United stand er zuletzt bis 2019 bei Chicago Fire in der Major League Soccer unter Vertrag. Von 2004 bis 2016 in der deutschen Nationalmannschaft aktiv, wurde er mit ihr 2014 in Brasilien Weltmeister und war anschließend zwei Jahre lang ihr Mannschaftskapitän. Schweinsteiger absolvierte 121 Länderspiele und gehört damit zu den zehn meist eingesetzten deutschen Nationalspielern.
Schweinsteiger wurde zunächst auf dem rechten bzw. linken Flügel als Offensivspieler eingesetzt und wurde in der Saison 2009/10 vom damaligen Bayern-Trainer Louis van Gaal zum defensiven Mittelfeldspieler bzw. Spielmacher umgeschult. Zum Karriereende spielte er in den USA auch als Innenverteidiger bzw. tief stehender Spielmacher.

## Kindheit und Ausbildung
Der Sohn eines Unternehmers, der ein Sportgeschäft im oberbayerischen Oberaudorf führt und früher selbst Fußballspieler in Österreich war, wuchs mit seinem zwei Jahre und fünf Monate älteren Bruder Tobias auf, der ebenfalls Fußballprofi war und als höchste Liga in der 2. Bundesliga spielte. Bastian Schweinsteiger besuchte die staatliche Dientzenhofer-Realschule in Brannenburg (Landkreis Rosenheim), danach besuchte er die Städtische Adalbert-Stifter-Realschule im Münchner Stadtteil Haidhausen, die er mit der Mittleren Reife abschloss. Er absolvierte eine Berufsausbildung zum Bürokaufmann, ehe er sich ganz seiner Profikarriere als Fußballspieler widmete.
Schweinsteiger war als Kind auch ein talentierter Skifahrer und traf bei Rennen häufig auf Felix Neureuther, den er mehrfach besiegen konnte.

## Vereinskarriere

### Jugend
Bereits im Alter von drei Jahren begann Schweinsteiger das Fußballspielen beim FV Oberaudorf. Über den TSV 1860 Rosenheim, für den er von 1992 bis 1998 spielte, kam er 1998 in die Jugendabteilung des FC Bayern München. 2001 gewann er die B-Juniorenmeisterschaft und ein Jahr später die A-Juniorenmeisterschaft. Ab der Saison 2001/02 gehörte er der Regionalligamannschaft an, wo er am 2. März 2002 – in der 89. Minute für Barbaros Barut eingewechselt – beim 0:0 gegen die SpVgg Ansbach sein Debüt gab und bis 2004 in 34 Spielen zwei Tore erzielte.

### FC Bayern München

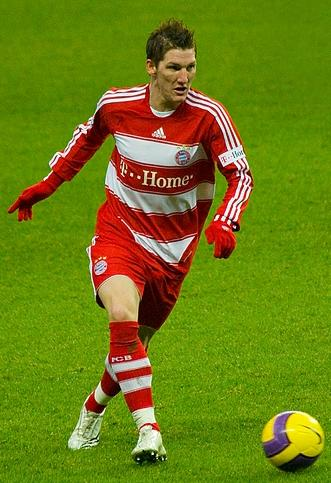
Schweinsteiger in einer Spielszene für den FC Bayern München, 2007

2002 stieß er zum Profi-Kader und hatte seinen ersten Pflichtspieleinsatz – in der 76. Minute für Mehmet Scholl eingewechselt – am 13. November 2002 im Vorrundenspiel der Champions League beim 3:3 gegen den RC Lens. Im folgenden Monat erhielt er einen Profivertrag und kam am 7. Dezember 2002 zu seinem Bundesligadebüt beim 3:0-Auswärtssieg gegen den VfB Stuttgart, als er in der 83. Minute für Niko Kovač eingewechselt wurde. Seine ersten beiden Pflichtspieltore erzielte er am 4. Februar 2003 im Viertelfinale des DFB-Pokals beim 8:0-Heimsieg gegen den 1. FC Köln.
Am 27. April 2008 trug Schweinsteiger beim 4:1-Sieg im Heimspiel gegen den VfB Stuttgart in Abwesenheit von Oliver Kahn und Lúcio und nach der Auswechslung von Willy Sagnol erstmals kurzzeitig die Kapitänsbinde in einem Spiel für die erste Mannschaft des FC Bayern München. Nachdem Schweinsteiger zunächst im linken und im rechten Mittelfeld zum Einsatz gekommen war, setzte ihn der neue Trainer Louis van Gaal in der Saison 2009/10 erstmals dauerhaft im zentralen defensiven Mittelfeld ein. Seitdem war er auf dieser Position gesetzt und spielte hier zunächst an der Seite des damaligen Mannschaftskapitäns Mark van Bommel.
In der Saison 2010/11 wurde Schweinsteiger immer häufiger zum Spielgestalter des FCB und zeichnete sich durch wichtige Tore aus. Er erzielte in der 2. Hauptrunde um den DFB-Pokal beim 2:1-Sieg gegen Werder Bremen beide Tore, durch die die Münchner das Achtelfinale erreichten. Nach dem 3:0-Sieg am 11. Dezember 2010 im Heimspiel gegen den FC St. Pauli verkündete er über das Stadionmikrofon, dass er seine Vertragslaufzeit beim FCB um weitere fünf Jahre bis 2016 verlängert habe. Als sein Mitspieler Philipp Lahm Anfang 2011 Mannschaftskapitän wurde, wurde Schweinsteiger sein Stellvertreter.
Am 2. November 2011 erlitt Schweinsteiger im vierten Gruppenspiel beim 3:2-Sieg im Heimspiel gegen den SSC Neapel einen Schlüsselbeinbruch, der ihn zwang, für den Rest des Jahres 2011 zu pausieren. Am 8. Februar 2012 verletzte er sich im DFB-Pokal-Viertelfinale beim 2:0-Sieg gegen den VfB Stuttgart erneut und fiel mehrere Wochen aus. Nach seiner Rückkehr am 25. April 2012 trug er mit dem entscheidenden Treffer im Elfmeterschießen im Champions-League-Halbfinalrückspiel auswärts gegen Real Madrid dazu bei, dass der FC Bayern das Finale gegen den FC Chelsea in der heimischen Allianz Arena erreichte. Im Elfmeterschießen des Finales schoss er an den Pfosten; der FC Chelsea gewann den Titel.

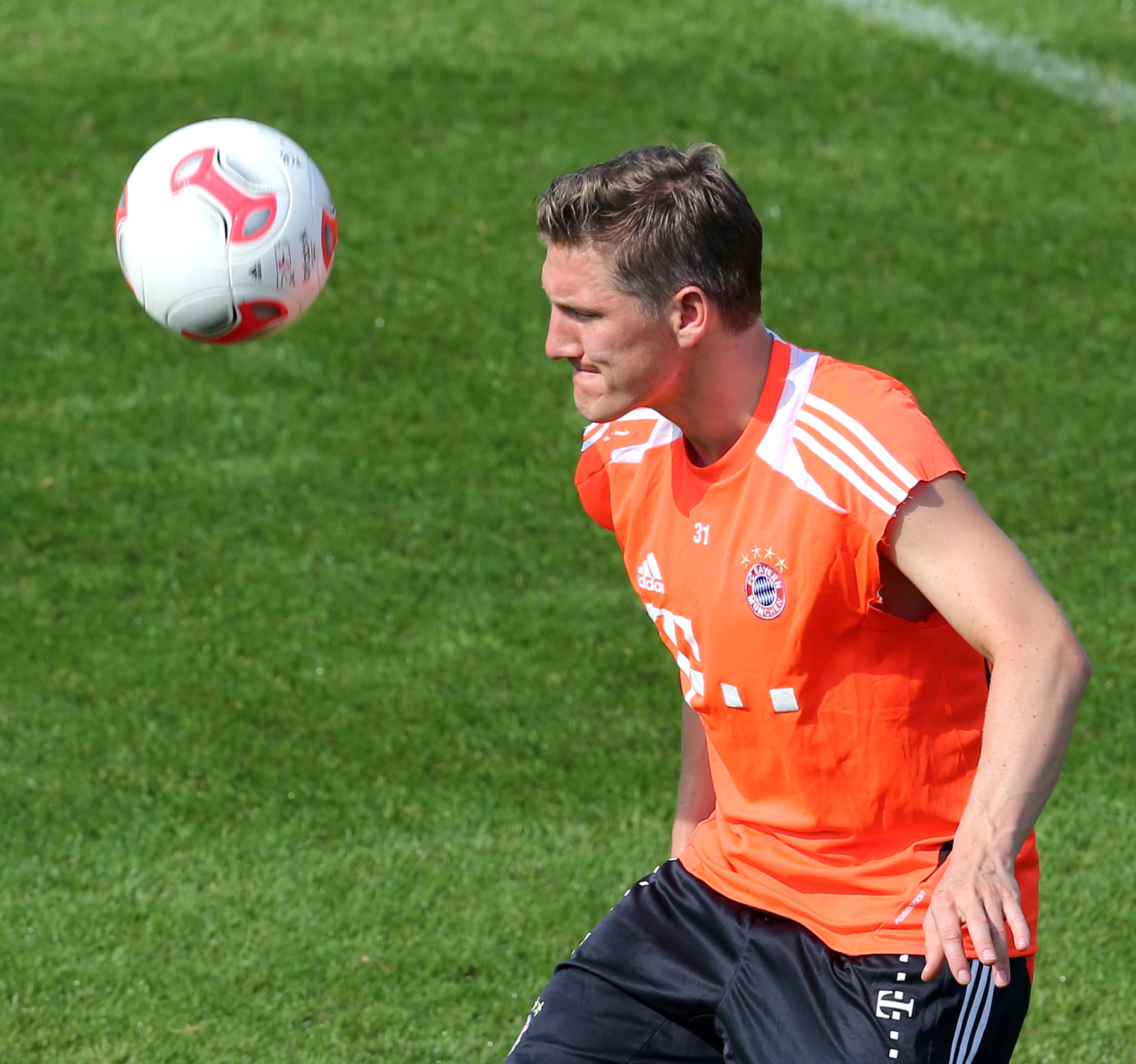
Schweinsteiger während des Trainings in Doha, 2013

Am 6. April 2013 (28. Spieltag) entschied sein 1:0-Siegtreffer per Hacke im Auswärtsspiel gegen Eintracht Frankfurt vorzeitig die Meisterschaft. Am 25. Mai 2013 gewann Schweinsteiger mit dem FCB im Londoner Wembley-Stadion mit 2:1 gegen Borussia Dortmund die Champions League 2012/13. Mit dem Sieg im DFB-Pokal-Finale am 1. Juni 2013 gewann er mit dem FCB als erstem deutschen Fußballverein das große europäische Triple im Herrenfußball. Infolge dieser Titel und auch durch eine persönlich starke Saison wurde Schweinsteiger im Juli 2013 mit 17 Prozent der abgegebenen Stimmen zu Deutschlands Fußballer des Jahres gewählt. Allerdings hatten sich nur 527 von 3100 zur Wahl aufgerufenen Sportjournalisten an der Abstimmung beteiligt.
Am 9. August 2013 bestritt Schweinsteiger zum Saisonauftakt beim 3:1-Sieg im Heimspiel gegen Borussia Mönchengladbach sein 300. Bundesligaspiel und zuvor, am 29. September 2012, sein 400. Pflichtspiel für den FC Bayern München. Am 30. August 2013 gewann er mit dem FCB auch erstmals den UEFA Super Cup gegen den FC Chelsea, kam allerdings wegen einer Verletzung nicht zum Einsatz.
Schweinsteiger wurde vor der Saison 2013/14 am Sprunggelenk operiert. Wegen chronischer Schmerzen wurde er am 13. November 2013 erneut operiert. Am 12. Februar 2014 kehrte Schweinsteiger im Viertelfinalspiel um den DFB-Pokal gegen den Hamburger SV in die Mannschaft zurück und wurde in der 65. Minute für Philipp Lahm eingewechselt. Seine Rückkehr in der Bundesliga folgte am 15. Februar 2014 beim 4:0-Sieg im Heimspiel gegen den SC Freiburg mit der Einwechslung für Xherdan Shaqiri in der 62. Minute. Am 25. März 2014 (27. Spieltag) sicherte er sich mit dem FC Bayern erneut vorzeitig die Meisterschaft, zum bis dahin frühesten Zeitpunkt in der Bundesliga. Das Finale um den DFB-Pokal am 17. Mai 2014, das gegen Borussia Dortmund nach Verlängerung mit 2:0 gewonnen wurde, verpasste er verletzungsbedingt; er stieg mit sieben gewonnenen Titeln aber zum Rekordpokalsieger auf.
Aufgrund von Problemen mit der Patellasehne am Knie fiel Schweinsteiger seit Beginn der Saison 2014/15 aus. Sein Saisondebüt gab er erst am 22. November 2014 (12. Spieltag) beim 4:0-Sieg im Heimspiel gegen die TSG Hoffenheim.
Mit dem vorzeitigen Gewinn der Meisterschaft am 26. April 2015 (30. Spieltag) avancierte Schweinsteiger mit 15 Titeln aus Meisterschaften und Pokalerfolgen zum alleinigen Rekordhalter. Am letzten Spieltag bestritt er vor heimischer Kulisse am 23. Mai 2015 gegen den 1. FSV Mainz 05 sein 500. und letztes Pflichtspiel für den FC Bayern und erzielte dabei sein 45. Bundesligator zum 2:0-Endstand; damit belegt er den 22. Rang in der vereinsinternen Statistik der Bundesligatorschützen – ein Tor vor Michael Ballack, Michael Rummenigge und Franz Beckenbauer.
Am 28. August 2018 wurde er in der Allianz Arena noch einmal offiziell bei einem Freundschaftsspiel gegen seinen aktuellen Verein Chicago Fire verabschiedet. Er spielte dabei jeweils eine Halbzeit für beide Vereine und erzielte das Tor zum 4:0-Endstand für Bayern München.

### Manchester United

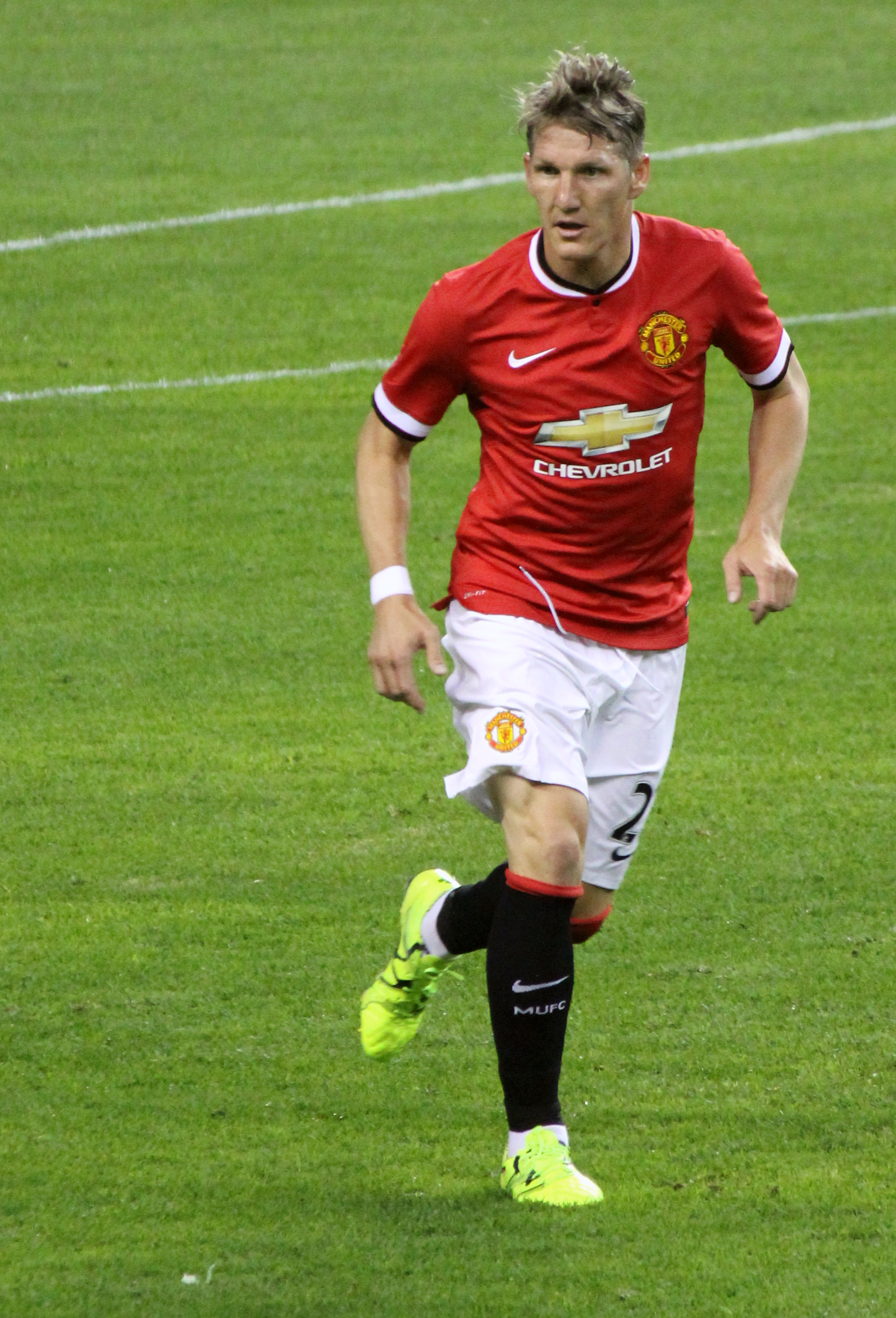
Schweinsteiger in einem Testspiel für Manchester United, 2015

Am 11. Juli 2015 gab Karl-Heinz Rummenigge, Vorstandsvorsitzender der FC Bayern München AG, auf einer Pressekonferenz Schweinsteigers sofortigen Wechsel zu Manchester United bekannt. Schweinsteiger habe ihm gegenüber tags zuvor in einem persönlichen Gespräch um einen reibungslosen Wechsel gebeten und wolle vor dem Ende seiner Karriere noch einmal etwas Neues ausprobieren. Rummenigge habe Schweinsteiger zugesichert, nach dem Ende seiner aktiven Karriere ein Abschiedsspiel in München auszurichten. Schweinsteiger traf beim englischen Rekordmeister auf seinen ehemaligen Trainer Louis van Gaal und unterschrieb einen bis zum 30. Juni 2018 laufenden Vertrag. Sein erstes Tor in der Premier League erzielte er am 28. November 2015 (14. Spieltag) beim 1:1 im Auswärtsspiel gegen den späteren Meister Leicester City mit dem Ausgleichstreffer unmittelbar vor dem Halbzeitpfiff.
Der neue Trainer José Mourinho plante zu Beginn der Spielzeit 2016/17 nicht mehr mit Schweinsteiger als Bestandteil des Kaders und versetzte ihn Anfang August 2016 in die Reservemannschaft. Kurze Zeit später erklärte Schweinsteiger seinen Rücktritt aus der Nationalmannschaft. Im September 2016 wurde er zumindest als Ersatzspieler für den offiziellen Liga-Kader, jedoch nicht für die UEFA Europa League gemeldet. Danach musste er weiterhin mit dem Nachwuchs trainieren, ehe Mourinho ihn im November 2016 wieder zum Training der ersten Mannschaft zuließ. Am 30. November kam Schweinsteiger zu seinem ersten Pflichtspiel seit 255 Tagen, als er beim 4:1-Sieg seiner Mannschaft im Viertelfinale des League Cups in der Schlussphase eingewechselt wurde. Für die K.-o.-Phase wurde er in den Europa-League-Kader nachnominiert. Insgesamt kam er in der Saison 2016/17 zweimal im FA Cup sowie je einmal im League Cup und in der Europa League zum Einsatz.

### Chicago Fire

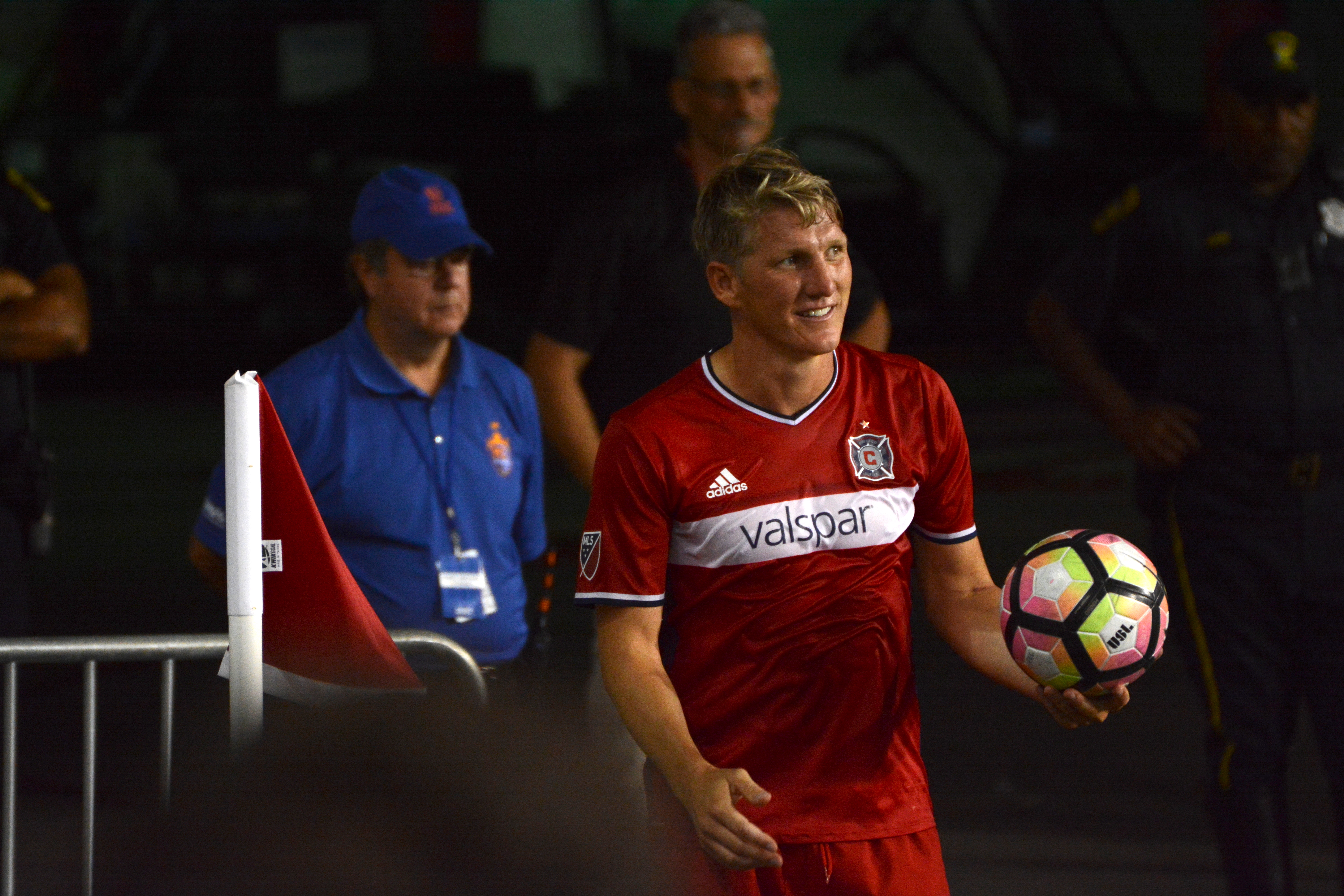
Schweinsteiger, 2017

Am 29. März 2017 wechselte Schweinsteiger in die nordamerikanische Major League Soccer (MLS) zum US-amerikanischen Fußball-Franchise Chicago Fire. Er erhielt einen mit 5,4 Millionen US-Dollar brutto dotierten Vertrag für die Anfang März begonnene Spielzeit 2017. Am 1. April 2017 debütierte er beim 2:2 gegen Montreal Impact. Dabei erzielte er mit dem Treffer zum 1:0 in der 17. Minute sein erstes Tor in der Major League Soccer. Mit Schweinsteiger konnte Chicago Fire, das in den Spielzeiten 2015 und 2016 den letzten Platz in der Eastern Conference belegt hatte, die Regular Season auf dem dritten Platz beenden. In den Play-offs schied man in der Knockout-Runde gegen die New York Red Bulls aus. Schweinsteiger kam insgesamt – neben einem Einsatz im Lamar Hunt U.S. Open Cup – auf 25 MLS-Einsätze, in denen er einen Treffer erzielte. Zudem führte Schweinsteiger die MLS-Auswahl beim MLS All-Star Game gegen Real Madrid als Kapitän auf das Feld.

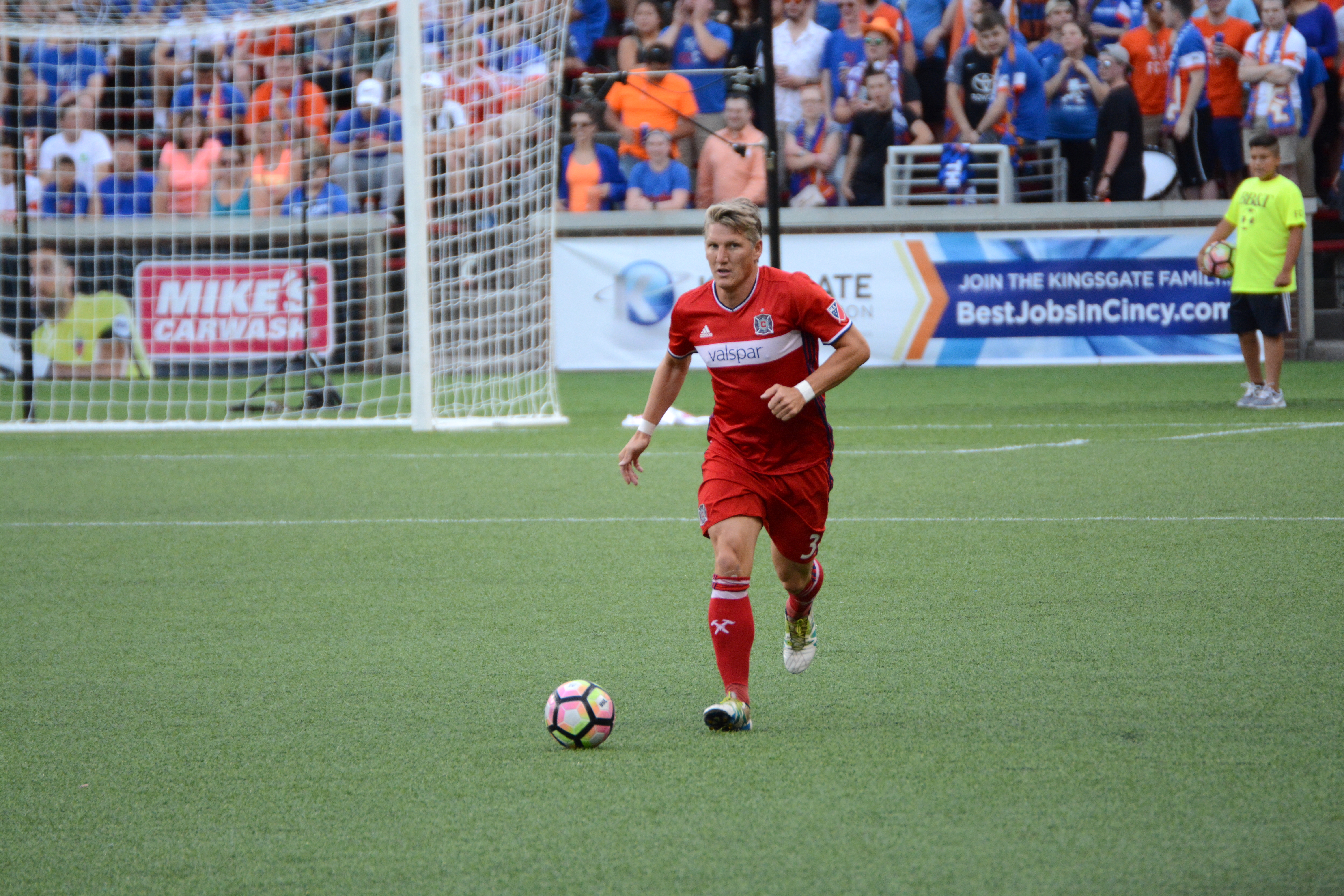
Schweinsteiger während eines Spiels im U.S. Open Cup gegen den FC Cincinnati, Juni 2017

Im Januar 2018 unterschrieb Schweinsteiger einen Vertrag für das Spieljahr 2018. Er wurde fortan überwiegend als Innenverteidiger eingesetzt und kam auf 31 Ligaeinsätze, in denen er vier Tore erzielte. Am Ende der Regular Season konnte sich Chicago nicht für die Play-offs qualifizieren.
Im November 2018 verlängerte Schweinsteiger seine Vertragslaufzeit für die Saison 2019. Er kam als Innenverteidiger auf 30 MLS-Spiele, in denen er ein Tor erzielte. Nachdem Chicago Fire die Play-offs erneut verpasst hatte, verkündete Schweinsteiger Anfang Oktober 2019 sein Karriereende.

## Nationalmannschaft

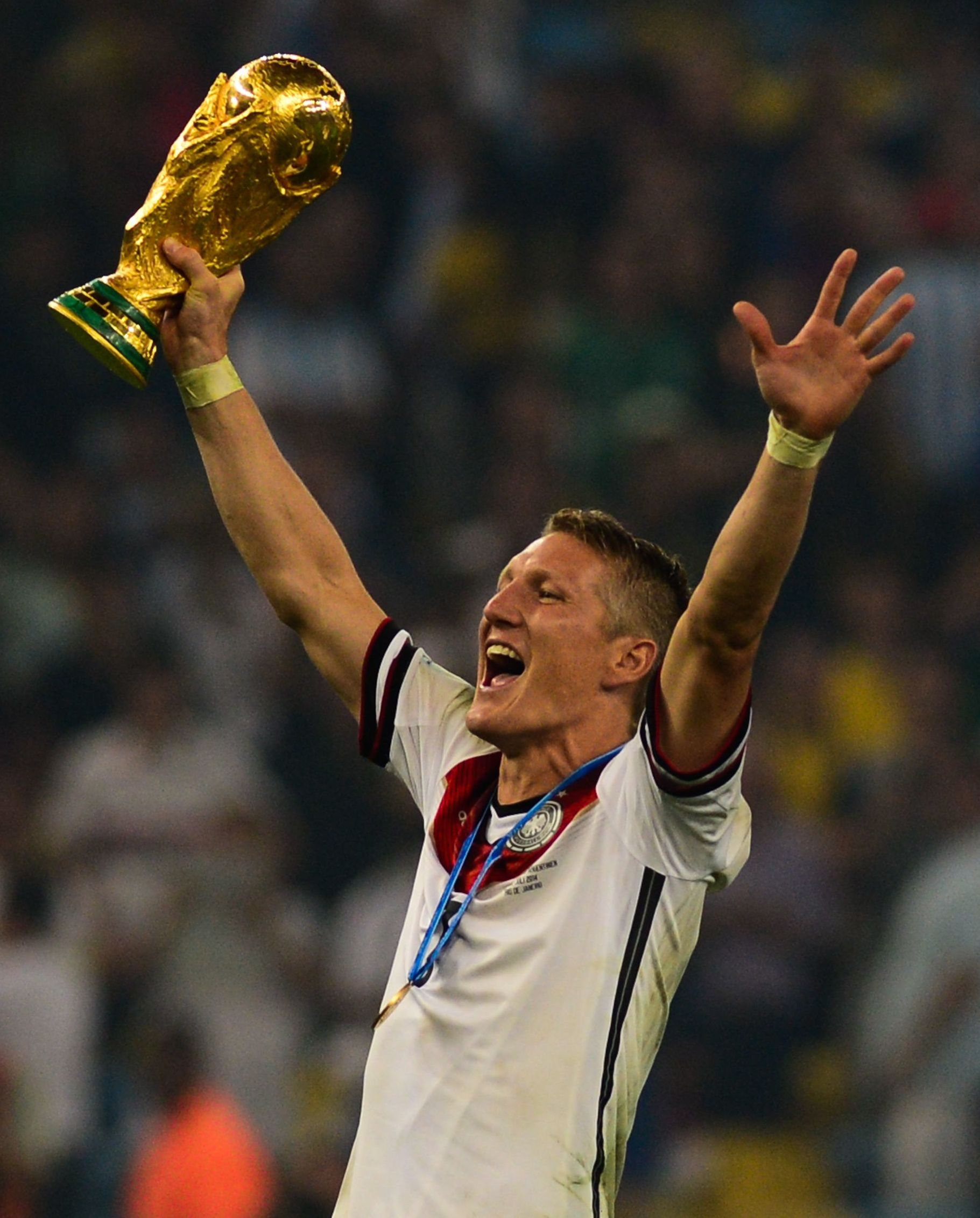
Schweinsteiger mit dem WM-Pokal

Am 31. Juli 2001 bestritt Schweinsteiger sein erstes U18-Länderspiel. Er wurde in der 46. Minute für Madejski eingewechselt und gewann im schwäbischen Leinfelden mit 5:0 gegen Trinidad und Tobago. In elf Einsätzen für die U18 erzielte er zwei Tore. Dem Alter der U18 entwachsen kam er am 29. August 2002 im fränkischen Weismain bei der 1:2-Niederlage der U19-Nationalmannschaft gegen die Auswahl Österreichs erstmals zum Einsatz. In sieben Einsätzen traf er zweimal: Am 7. Oktober 2002 in Fulda beim 4:1-Sieg über die Auswahl Israels und am 19. Mai 2003 in Plauen beim 2:2 gegen Belgien. Für die U21-Nationalmannschaft debütierte er am 17. Februar 2004 in Bielefeld und war der 1:0-Siegtorschütze gegen die Schweiz.

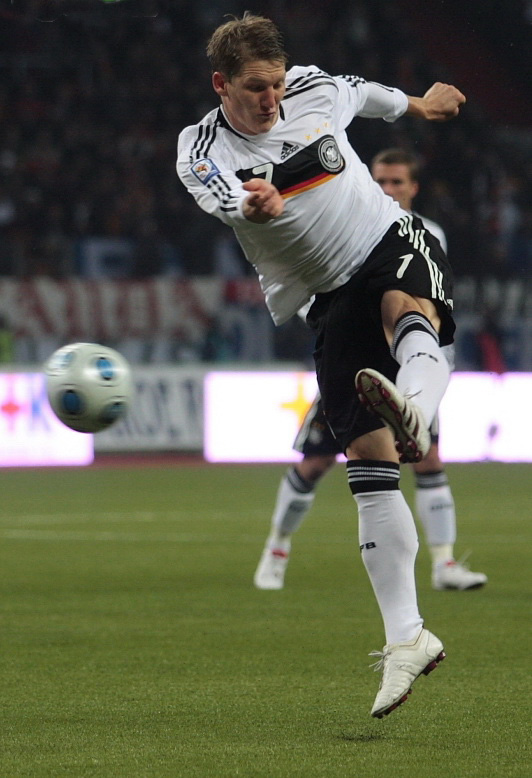
Schweinsteiger in einem Länderspiel, 2009

Mit der A-Nationalmannschaft nahm er an insgesamt drei Weltmeisterschaften und vier Europameisterschaften teil. Im Einzelnen waren dies die Europameisterschaft 2004 in Portugal, die Weltmeisterschaft 2006 in Deutschland, die Europameisterschaft 2008 in Österreich und der Schweiz, die Weltmeisterschaft 2010 in Südafrika, die Europameisterschaft 2012 in Polen und der Ukraine, die Weltmeisterschaft 2014 in Brasilien sowie die Europameisterschaft 2016 in Frankreich.

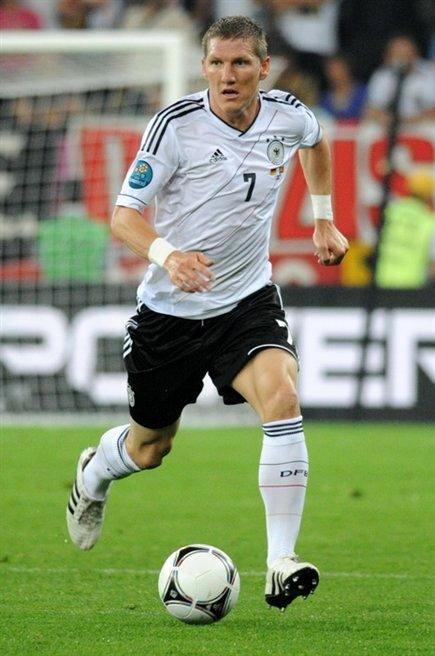
Schweinsteiger im Länderspiel bei der EM 2012

Sein erstes A-Länderspiel bestritt Schweinsteiger – ebenso wie sein langjähriger Nationalmannschaftskollege Lukas Podolski – am 6. Juni 2004 in Kaiserslautern bei der 0:2-Niederlage im Testspiel gegen Ungarn. In einem Testländerspiel am 8. Juni 2005 in Mönchengladbach gegen Russland erzielte er beim 2:2 seine ersten beiden Tore. Bei der Weltmeisterschaft 2006 in Deutschland erzielte er im Spiel um den dritten Platz beim 3:1-Sieg gegen Portugal zwei Tore und war Vorbereiter des dritten Treffers, eines Eigentors des Portugiesen Petit, und wurde nach diesem Spiel als „Man of the Match“ ausgezeichnet.
Bei der EM 2008 gehörte Schweinsteiger zu Beginn des Turniers nicht zur Startelf. Im zweiten Gruppenspiel gegen Kroatien sah er nach einer Tätlichkeit die Rote Karte und fehlte im letzten Gruppenspiel. Im Viertelfinale stand er das erste Mal in der Startformation und war wie schon 2006 an allen Treffern gegen Portugal beteiligt: Er erzielte selbst ein Tor und bereitete die Treffer von Miroslav Klose und Michael Ballack vor. Wie schon zwei Jahre zuvor wurde er im Spiel gegen die Portugiesen zum „Mann des Spiels“ gewählt.
Im ersten Länderspiel nach der Europameisterschaft am 20. August 2008 übernahm Schweinsteiger vom ausgewechselten Miroslav Klose erstmals die Kapitänsbinde. Am 6. Mai 2010 wurde er von Bundestrainer Joachim Löw in den Kader für die Weltmeisterschaft 2010 berufen, bei der er stellvertretender Kapitän hinter Philipp Lahm war. Bei dieser WM erreichte Schweinsteiger mit seiner Mannschaft erneut den dritten Platz. Er wurde ins All-Star-Team gewählt und als einer von zehn Spielern für den „Goldenen Ball“ als bester Spieler des Turniers nominiert, ging bei der Wahl jedoch leer aus. Beim 4:0-Sieg im Viertelfinalspiel gegen Argentinien gab er zwei Torvorlagen und wurde zum „Man of the Match“ gewählt. Bei der EM 2012 in Polen und der Ukraine schied er mit seiner Mannschaft im Halbfinale gegen Italien aus.
Schweinsteiger gehörte zum Kader bei der WM 2014. Mit seinem Einsatz im letzten Gruppenspiel beim 1:0-Sieg gegen die USA bestritt er sein 104. Länderspiel und überholte damit Franz Beckenbauer. Am 13. Juli 2014 wurde Schweinsteiger nach dem 1:0-Sieg gegen die argentinische Nationalmannschaft Fußball-Weltmeister. Seine Leistung im Endspiel 2014 wird als eine der besten seiner gesamten Karriere angesehen. Trotz harter Attacken der Argentinier, bei denen er unter anderem eine Platzwunde im Gesicht erlitt, spielte Schweinsteiger die kompletten 120 Spielminuten.

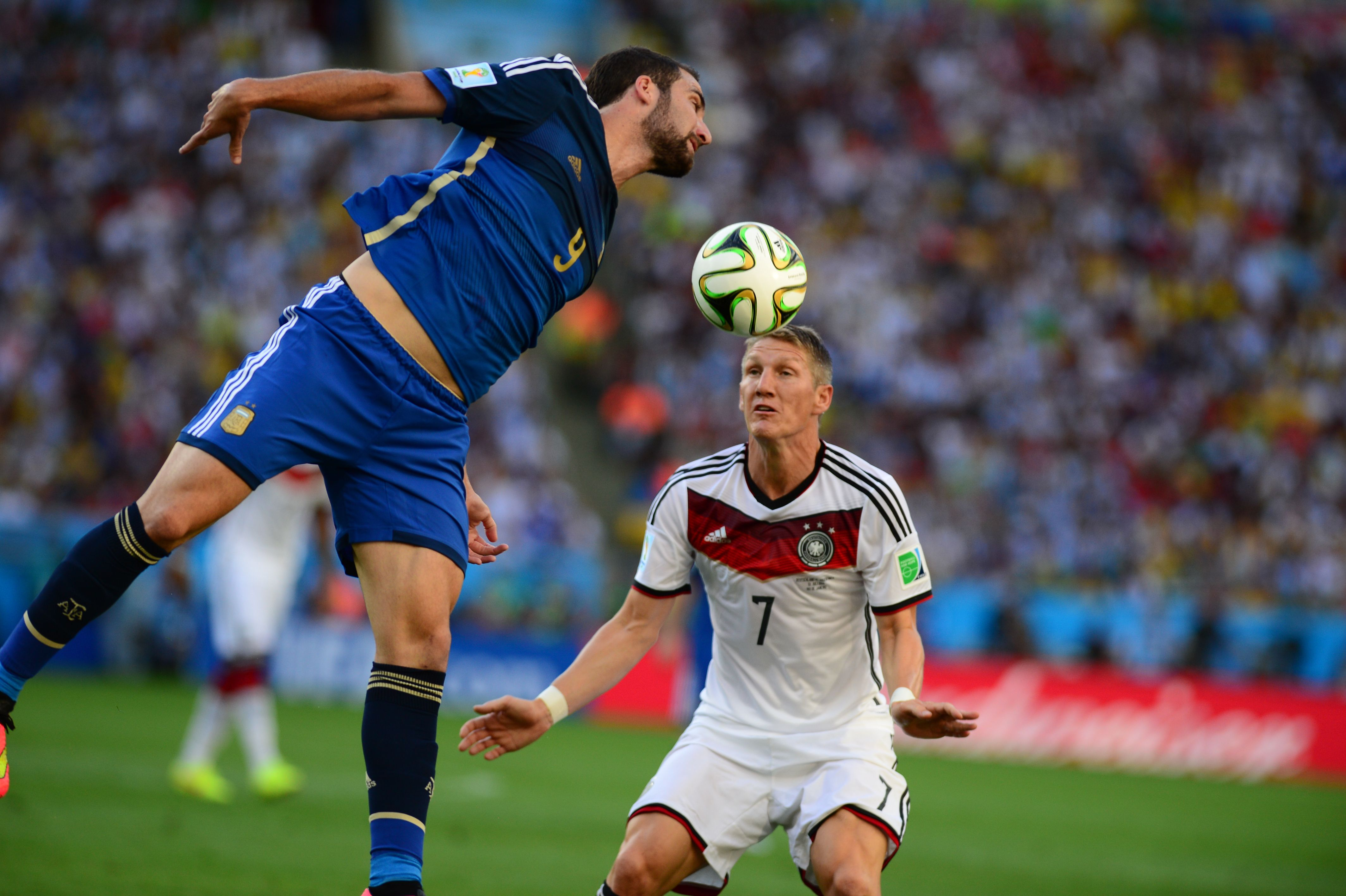
Schweinsteiger während des WM-Finales 2014 (links: Gonzalo Higuaín)

Nach dem Rücktritt von Philipp Lahm wurde Schweinsteiger ab dem 2. September 2014 Mannschaftskapitän der deutschen Nationalmannschaft.
Obwohl Schweinsteiger wegen einer Verletzung im Verein so gut wie nicht gespielt hatte, wurde er in den Kader der Nationalmannschaft für die EM 2016 in Frankreich aufgenommen. In der Auftaktpartie gegen die Ukraine wurde er kurz vor Spielende eingewechselt und erzielte unmittelbar danach das 2:0. Im nächsten Spiel kam er nicht zum Einsatz. Am 21. Juni 2016 absolvierte er im letzten Gruppenspiel beim 1:0-Sieg gegen Nordirland sein 15. EM-Spiel und ist damit deutscher Rekordspieler bei Europameisterschaften. Im weiteren Verlauf des Turniers baute der Mittelfeldspieler seine Bilanz auf 18 EM-Partien aus und schob sich damit auf Rang zwei der ewigen Bestenliste. Bis zum Viertelfinale gegen Italien blieb er Einwechselspieler. Dort verschoss er im Elfmeterschießen; dennoch zog das Team ins Halbfinale gegen Frankreich ein, in dem er nach dem Ausfall von Sami Khedira erstmals im Turnier in der Startelf stand. Unmittelbar vor der Halbzeit verursachte er durch ein Handspiel einen Elfmeter, der zum 0:1-Rückstand führte. In der zweiten Hälfte erhöhten die Franzosen auf 0:2, und das deutsche Team schied aus.
Am 29. Juli 2016 trat er als Nationalspieler zurück. Am 31. August 2016 absolvierte er in Mönchengladbach bei einem Freundschaftsspiel gegen Finnland sein letztes Länderspiel als Abschiedsspiel und gewann dieses mit 2:0. Er spielte 68 Minuten, bis er für Julian Weigl ausgewechselt und verabschiedet wurde.

## Titel und Auszeichnungen

### Nationalmannschaft
- Weltmeister: 2014

### Vereine
International
- Champions-League-Sieger: 2013
- Klub-Weltmeister: 2013
- UEFA-Super-Cup-Sieger: 2013

Deutschland
- Meister (8): 2003, 2005, 2006, 2008, 2010, 2013, 2014, 2015
- Pokalsieger (7): 2003, 2005, 2006, 2008, 2010, 2013, 2014
- Supercupsieger: 2010
- Ligapokalsieger: 2007
- Meister der Regionalliga Süd: 2004
- A-Junioren-Meister: 2002
- B-Junioren-Meister: 2001

England
- Pokalsieger: 2016

### Auszeichnungen
- Aufnahme in die Hall of Fame des deutschen Fußballs: 2024
- Silbernes Lorbeerblatt: 2006, 2010, 2014
- Deutschlands Fußballer des Jahres: 2013
- Nominierung zur Wahl des FIFA-Weltfußballers des Jahres: 2011, 2013, 2014
- Mann des Jahres im deutschen Fußball: 2010
- Nationalspieler des Jahres: 2010
- Fußballer des Monats: Mai 2010
- Kicker-Mittelfeldspieler des Jahres (Außenbahn offensiv): 2004, 2005, 2006
- Kicker-Mittelfeldspieler des Jahres (Mittelfeld defensiv): 2010
- Mitglied der VDV 11: 2010, 2013
- Teilnahme am MLS All-Star Game: 2017, 2019
- Torschütze des Monats: April 2013,[36] Dezember 2014[37]
- Mannschaft des Jahres: 2006, 2010, 2014 (als Mitglied der deutschen Nationalmannschaft); 2013 (als Mitglied des FC Bayern München)
- Laureus World Sports Award: 2014 (als Mitglied des FC Bayern München), 2015 (als Mitglied der deutschen Nationalmannschaft)
- Man of the Match im Spiel gegen Portugal bei der Weltmeisterschaft 2006
- Man of the Match im Spiel gegen Portugal bei der Europameisterschaft 2008
- Man of the Match im Spiel gegen Argentinien bei der Weltmeisterschaft 2010
- Berufung in das FIFA-All-Star-Team der Fußball-Weltmeisterschaft 2010
- Einstufung als Weltklasse in der Rangliste des deutschen Fußballs: Sommer 2010, Winter 2011/12, Sommer 2013, Sommer 2014
- Bambi: 2016 in der Kategorie Ehrenpreis der Jury
- Bayerischer Verdienstorden: 2018[38]
- Goldene Henne: 2020 in der Kategorie Sport

## Spielstatistik
Die Tabelle nennt die Anzahl aller Spiele (S) und Tore (T) je Wettbewerb und Saison. Die Anzahl der internationalen Pokalspiele beinhalten auch die Qualifikationsspiele.
| Stand: Karriereende 2019 | Stand: Karriereende 2019   | Liga 1 | Liga 1 | Internationaler Pokal 2 | Internationaler Pokal 2 | Nationaler Pokal 3 | Nationaler Pokal 3 | Ligapokal, Supercup 4 | Ligapokal, Supercup 4 | National- mannschaft | National- mannschaft | Gesamt | Gesamt |
| Saison                   | Mannschaft                 | S      | T      | S                       | T                       | S                  | T                  | S                     | T                     | S                    | T                    | S      | T      |
| ------------------------ | -------------------------- | ------ | ------ | ----------------------- | ----------------------- | ------------------ | ------------------ | --------------------- | --------------------- | -------------------- | -------------------- | ------ | ------ |
| 2001/02                  | FC Bayern München Amateure | 4      | 0      |                         |                         |                    |                    |                       |                       |                      |                      | 4      | 0      |
| 2002/03                  | FC Bayern München Amateure | 23     | 2      |                         |                         | 1                  | 0                  |                       |                       |                      |                      | 24     | 2      |
| 2003/04                  | FC Bayern München Amateure | 4      | 0      |                         |                         |                    |                    |                       |                       |                      |                      | 4      | 0      |
| 2004/05                  | FC Bayern München Amateure | 3      | 0      |                         |                         | 1                  | 0                  |                       |                       |                      |                      | 4      | 0      |
| 2002/03                  | FC Bayern München          | 14     | 0      | 1                       | 0                       | 1                  | 2                  |                       |                       |                      |                      | 16     | 2      |
| 2003/04                  | FC Bayern München          | 26     | 4      | 3                       | 0                       | 3                  | 0                  | 1                     | 0                     | 4                    | 0                    | 37     | 4      |
| 2004/05                  | FC Bayern München          | 26     | 3      | 7                       | 1                       | 5                  | 0                  |                       |                       | 14                   | 4                    | 52     | 8      |
| 2005/06                  | FC Bayern München          | 30     | 3      | 7                       | 0                       | 4                  | 0                  | 1                     | 0                     | 15                   | 3                    | 57     | 6      |
| 2006/07                  | FC Bayern München          | 27     | 4      | 8                       | 2                       | 3                  | 0                  | 2                     | 0                     | 10                   | 6                    | 50     | 12     |
| 2007/08                  | FC Bayern München          | 30     | 1      | 12                      | 0                       | 4                  | 0                  | 2                     | 1                     | 13                   | 2                    | 61     | 4      |
| 2008/09                  | FC Bayern München          | 31     | 5      | 9                       | 2                       | 4                  | 2                  |                       |                       | 11                   | 3                    | 55     | 12     |
| 2009/10                  | FC Bayern München          | 33     | 2      | 12                      | 0                       | 4                  | 1                  |                       |                       | 11                   | 3                    | 60     | 6      |
| 2010/11                  | FC Bayern München          | 32     | 4      | 7                       | 2                       | 5                  | 2                  | 1                     | 0                     | 9                    | 0                    | 54     | 8      |
| 2011/12                  | FC Bayern München          | 22     | 3      | 11                      | 1                       | 3                  | 1                  |                       |                       | 8                    | 2                    | 44     | 7      |
| 2012/13                  | FC Bayern München          | 28     | 7      | 12                      | 2                       | 5                  | 0                  | 1                     | 0                     | 3                    | 0                    | 49     | 9      |
| 2013/14                  | FC Bayern München          | 23     | 4      | 8                       | 3                       | 4                  | 1                  |                       |                       | 10                   | 0                    | 45     | 8      |
| 2014/15                  | FC Bayern München          | 20     | 5      | 6                       | 0                       | 2                  | 0                  |                       |                       | 3                    | 0                    | 31     | 5      |
| 2015/16                  | Manchester United          | 18     | 1      | 10                      | 0                       | 1                  | 0                  | 1                     | 0                     | 10                   | 1                    | 40     | 2      |
| 2016/17 2017             | Manchester United          | 0      | 0      | 1                       | 0                       | 2                  | 1                  | 1                     | 0                     |                      |                      | 4      | 1      |
| 2016/17 2017             | Chicago Fire               | 24     | 3      | 0                       | 0                       | 1                  | 0                  | 0                     | 0                     |                      |                      | 25     | 3      |
| 2018                     | Chicago Fire               | 31     | 4      | 0                       | 0                       | 4                  | 0                  | 0                     | 0                     |                      |                      | 35     | 4      |
| 2019                     | Chicago Fire               | 30     | 1      | 0                       | 0                       | 0                  | 0                  | 0                     | 0                     |                      |                      | 30     | 1      |
| Summe                    | Summe                      | 479    | 56     | 114                     | 13                      | 57                 | 10                 | 10                    | 1                     | 121                  | 24                   | 781    | 104    |

## Sonstiges

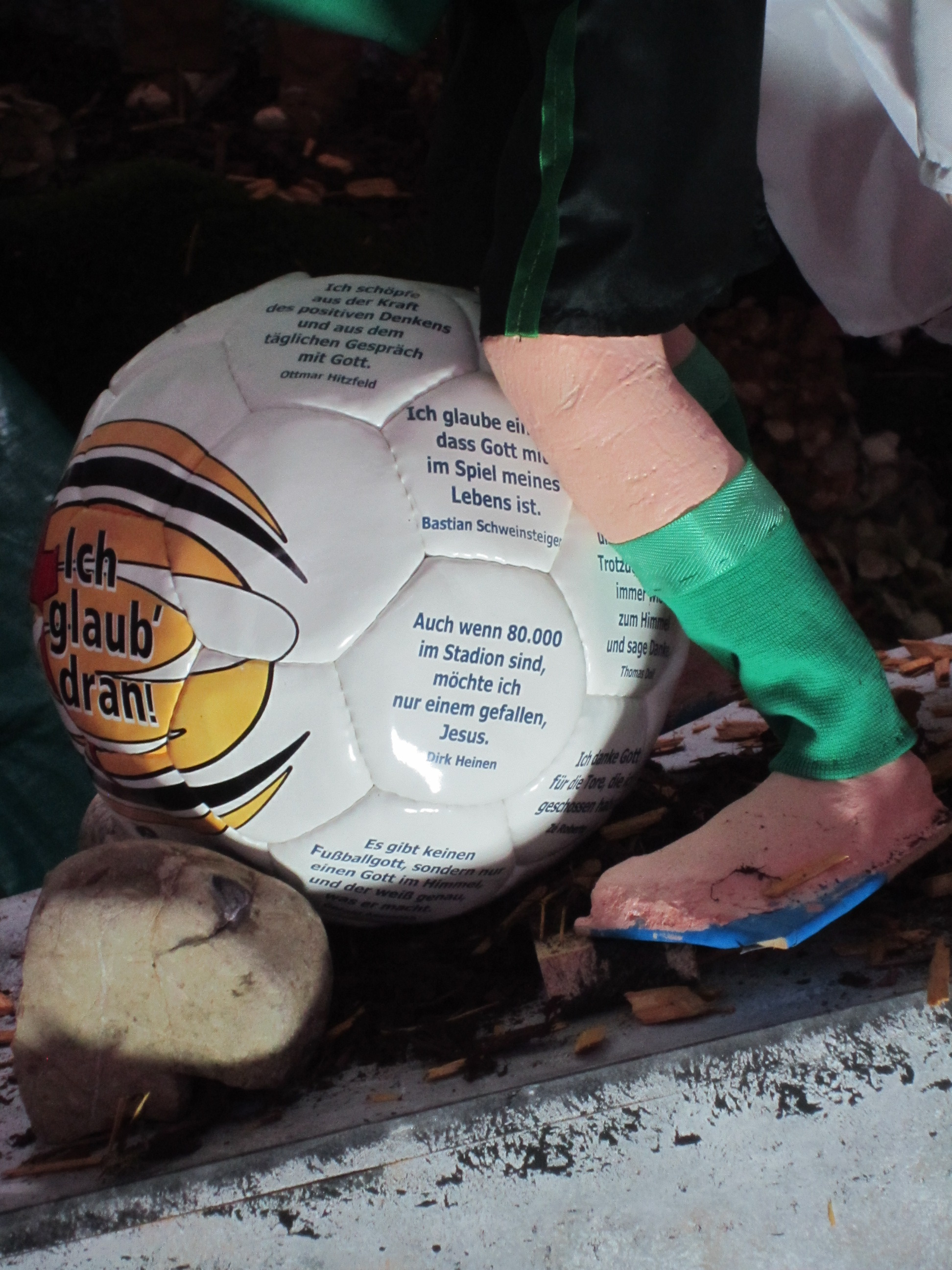
Schweinsteiger-Zitat auf einem Fußball – Detail einer modernen Weihnachtskrippe in Heidelberg

Zu Beginn seiner Karriere wurde Schweinsteiger häufig „Sebastian Schweinsteiger“ genannt. Auf Frage eines Reporters erklärte er, dass sein Vorname „Bastian“ laute. In seiner Jugend hatte Schweinsteiger bei seinen Kollegen den Spitznamen Schweini. Aus Sorge vor Spott lehnte er diese Bezeichnung bereits 2004 ab. Trotzdem stieg ihre Beliebtheit und Verwendung in zahlreichen Medien in den darauffolgenden Jahren. Aufgrund seines Alters zog er 2010 die Verwendung seines vollen Namens dem weiterhin häufig verwendeten Spitznamen vor. Ein Fleischgroßhändler meldete den Spitznamen in Anlehnung an Schweinsteiger beim Deutschen Patent- und Markenamt an, die Verwendung wurde diesem aber nach einer Klage Schweinsteigers gerichtlich verboten.
Er begeistert sich für Basketball, besuchte in seiner Münchner Zeit regelmäßig die Spiele der Basketballabteilung des FC Bayern München und ist Ehrenmitglied der „Bigreds“, eines Fanclubs der Bayern-Basketballer. Er ist eng befreundet mit dem deutschen Basketball-Profi Steffen Hamann. Seine Verbundenheit zu dieser Sportart zeigte er des Öfteren nach Toren, indem er beim Jubel einen Sprungwurf auf den Korb imitierte.
Auf einem speziell für die Fußball-Weltmeisterschaft 2006 hergestellten, international zugelassenen Turnierfußball aus fairer Produktion ist ein Zitat Schweinsteigers zu lesen: „Ich glaube einfach, dass Gott mit im Spiel meines Lebens ist.“
Der chinesische Spielzeughersteller Dragon in Dreams veröffentlichte eine detaillierte Action-Figur eines Wehrmachtssoldaten, dessen Gesicht offenbar Schweinsteiger nachempfunden ist, was 2015 für Aufregung in den Medien sorgte. Obwohl die Soldatenpuppe unter dem Namen „Bastian“ vertrieben wurde, bezeichnete der Hersteller dies allerdings als Zufall, da schlicht ein „typischer Deutscher“ dargestellt werden sollte. Nach einer Klage verschwand die Figur wieder aus dem Sortiment.
Seit 2019 ist er Markenbotschafter für einen Uhrenhersteller. Während der Fußball-Europameisterschaft 2021 nutzte er seine Rolle als TV-Experte der ARD, um in der Halbzeitpause des Spiels Ukraine gegen England mit einem Tweet Werbung für den Uhrenhersteller zu machen. Hierfür erhielt er seitens der ARD eine Ermahnung, da diese „gemäß ihrer Richtlinien keine Form von Schleichwerbung und nicht kenntlich gemachter Produktplatzierung ihrer Protagonisten duldet“. Der Tweet wurde kurze Zeit später gelöscht.
Wenige Tage nach seinem Rücktritt vom aktiven Sport im Oktober 2019 teilte die ARD mit, dass Schweinsteiger in den kommenden drei Jahren bis einschließlich der Weltmeisterschaft 2022 in Katar Live-Übertragungen von Fußballspielen als Experte begleiten werde. Seinen ersten Einsatz hatte er am 4. Juli 2020 beim DFB-Pokalfinale an der Seite von Matthias Opdenhövel. Bei der Fußball-Europameisterschaft 2021 trat Schweinsteiger im Duo mit der Kommentatorin Jessy Wellmer auf.
2020 erschien die von Til Schweiger produzierte Dokumentation Schw31ns7eiger: Memories – Von Anfang bis Legende bei dem Streamingdienst Amazon Prime Video. Die Ziffern im Filmtitel beziehen sich dabei auf seine Rückennummern beim FC Bayern München (31) und bei der Nationalmannschaft (7).
Im Januar 2022 erschien ein biografischer Roman über Schweinsteiger von Bestsellerautor Martin Suter im Diogenes Verlag.

## Privatleben
Schweinsteiger war von 2007 bis September 2014 mit dem Model Sarah Brandner liiert. Im Februar 2015 gab seine Rechtsanwältin bekannt, zwischen Schweinsteiger und der serbischen Tennisspielerin Ana Ivanović bestehe eine „gefestigte Paarbeziehung“. Am 12. Juli 2016 heiratete das Paar in Venedig. Das Paar hat drei Söhne (geboren 2018, 2019 und 2023). Die von vielen Medien konstatierte Trennung von Ana Ivanovic und Bastian Schweinsteiger hat dem Ehepaar 2025 die Kündigung eines Werbevertrags mit der Bekleidungsfirma BRAX eingebracht. Ivanović gab am 22. Juli 2025 ihre Trennung von Schweinsteiger bekannt.